# Petalidium linifolium
Petalidium linifolium là một loài thực vật có hoa trong họ Ô rô. Loài này được T. Anders. miêu tả khoa học đầu tiên.